# Grmušani
Grmušani is een plaats in de gemeente Dvor in de Kroatische provincie Sisak-Moslavina. De plaats telt 142 inwoners (2001).